# Gillertjärnen (Svärdsjö socken, Dalarna, 674937-151209)
Gillertjärnen är en sjö i Falu kommun i Dalarna och ingår i Dalälvens huvudavrinningsområde.